# Колумбарий
Колумба́рий (лат. columbarium — голубятня, от columba — голубь) — хранилище урн с прахом умерших после их кремации.

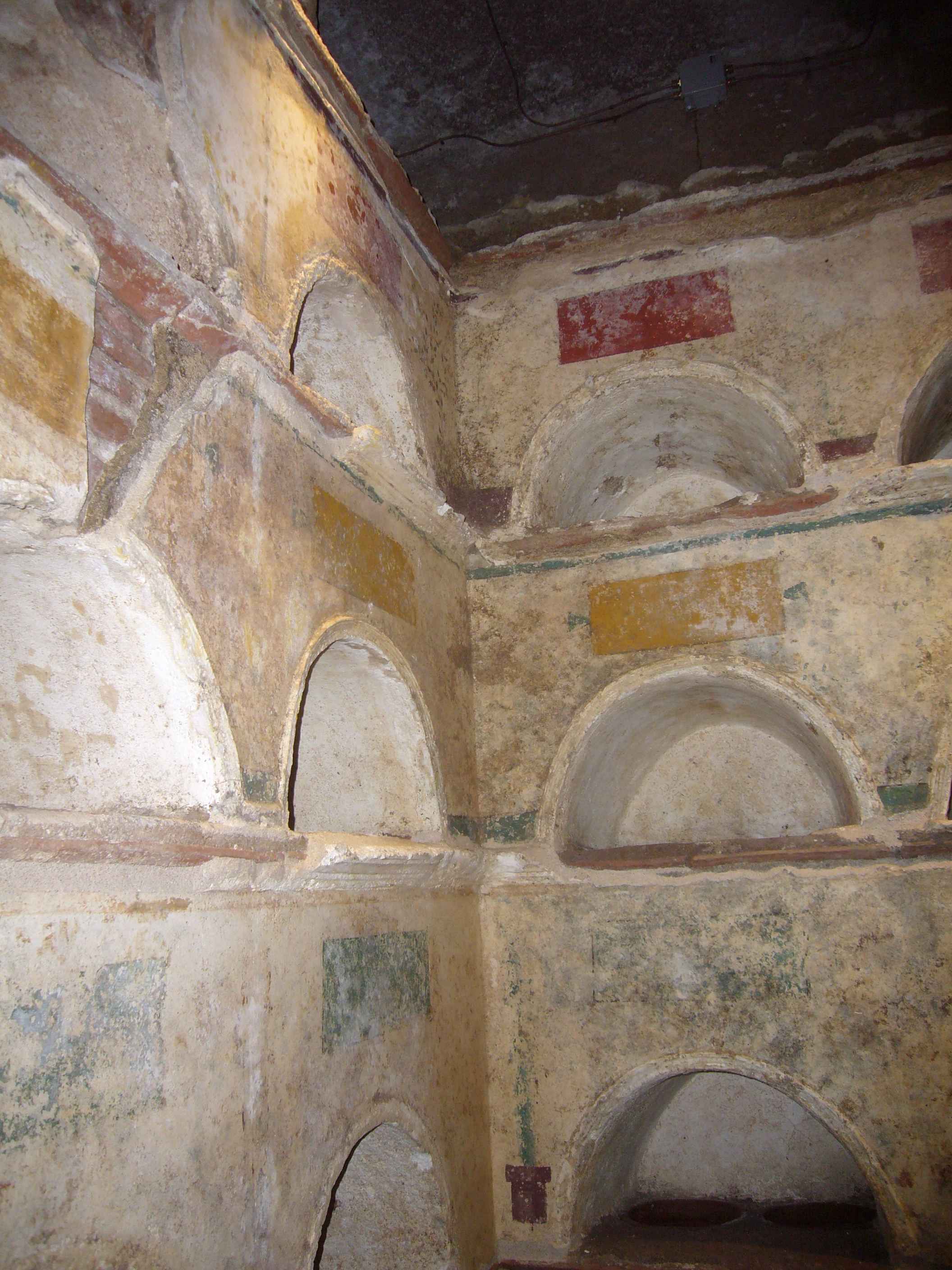
Колумбарий Гробницы Сципионов. III в. до н. э. Аппиева дорога, Рим

## История
В Древнем Риме в раннее время умерших хоронили в земле. С конца республиканского периода и до середины императорской эпохи была принята кремация. Древнейшие колумбарии находятся в Южной Этрурии. Для богатых людей и римских патрициев строили отдельные монументальные усыпальницы — мавзолеи (в ранний период: sepulcrum); прах бедняков, плебеев, рабов и вольноотпущенников хоронили в больших общественных усыпальницах (даром или за небольшую плату). Для этого создавали «похоронные товарищества» (лат. collegia funeraticia), предполагающие определённые взносы членов и строительство или аренду специального сооружения. Такие сооружения обычно имели вид прямоугольной или круглой в плане камеры, в стенах которой имелись небольшие ниши: локули (лат. loculi; ед. ч. loculus), для установки погребальных урн. Ниши располагались в несколько ярусов, рядами, похожими на голубиные гнёзда.
Римляне из суеверий избегали слов «смерть», «похороны» и применяли эвфемизмы, отсюда происхождение названия. Общественные колумбарии вмещали до 800 урн. Под каждым «локулусом» прикрепляли табличку с именем и возрастом умершего. Иногда ставили бюсты (imagis). Один из древнеримских колумбариев, построенный в I в. до н. э. при императоре Октавиане Августе, был обнаружен в 1726 году близ Рима, на Аппиевой дороге итальянским археологом и историком Антонио Франческо Гори.
Самые большие колумбарии, вмещавшие останки тысяч покойных, были построены при Юлиях-Клавдиях для императорских вольноотпущенников и рабов (например, римские колумбарии вольноотпущенников Августа и Ливии на Аппиевой дороге). Сооружения меньшего размера строили для членов коллегий, погребальных сообществ или для отдельных семейств. Наиболее знаменита Гробница Сципионов.
Колумбарии часто встречаются в крупных городах с высокой концентрацией населения; кроме Рима, они обнаружены в Неаполе, Катане.

## Современные колумбарии
В настоящее время колумбарии оборудуются на кладбищах и при крематориях. В России наиболее известным коллективным захоронением является колумбарий в стене Московского Кремля.

Ваганьковский колумбарий. Закрывающая колумбарную нишу доска
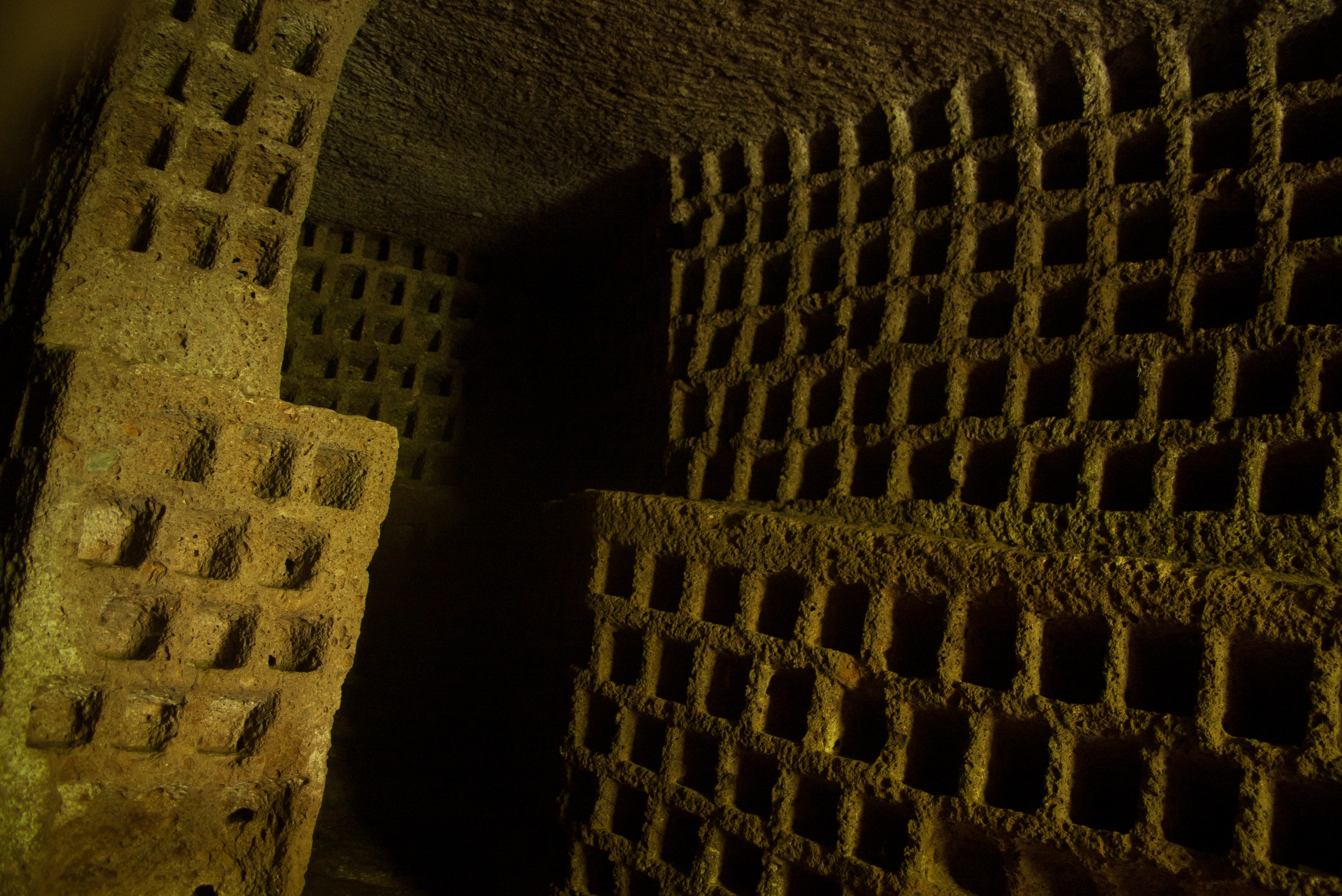
Этрусский колумбарий в Блера, Лацио. Италия
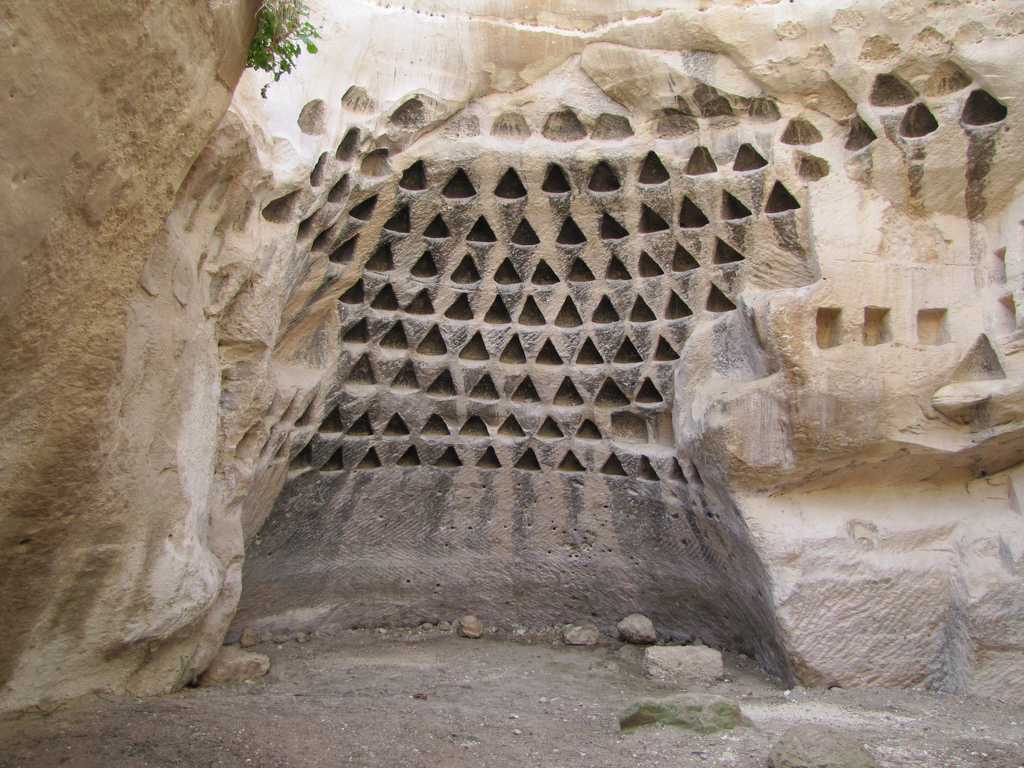
Пещера-колумбарий в Хорват-Мидрас, Израиль
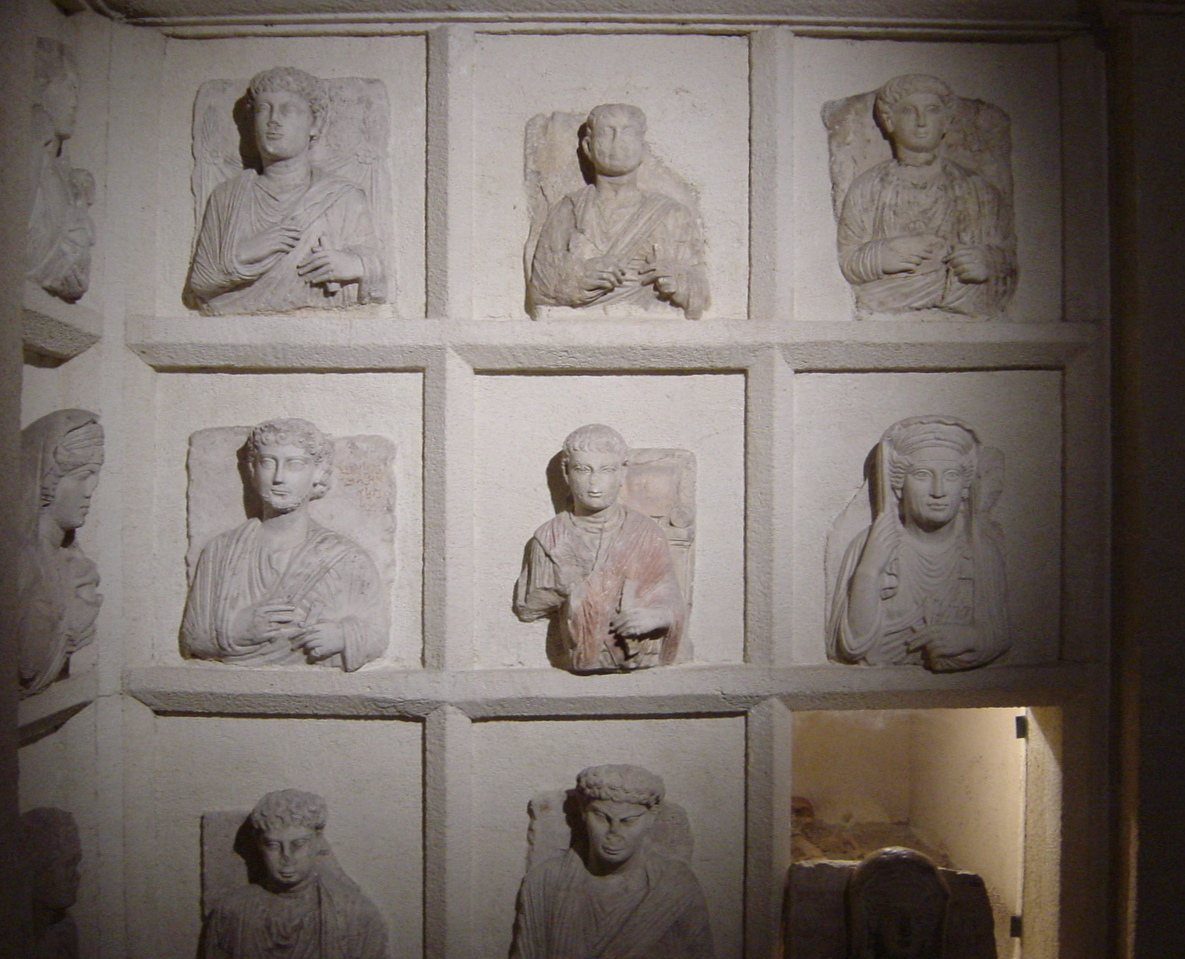
Колумбарий из Пальмиры. Археологический музей, Стамбул
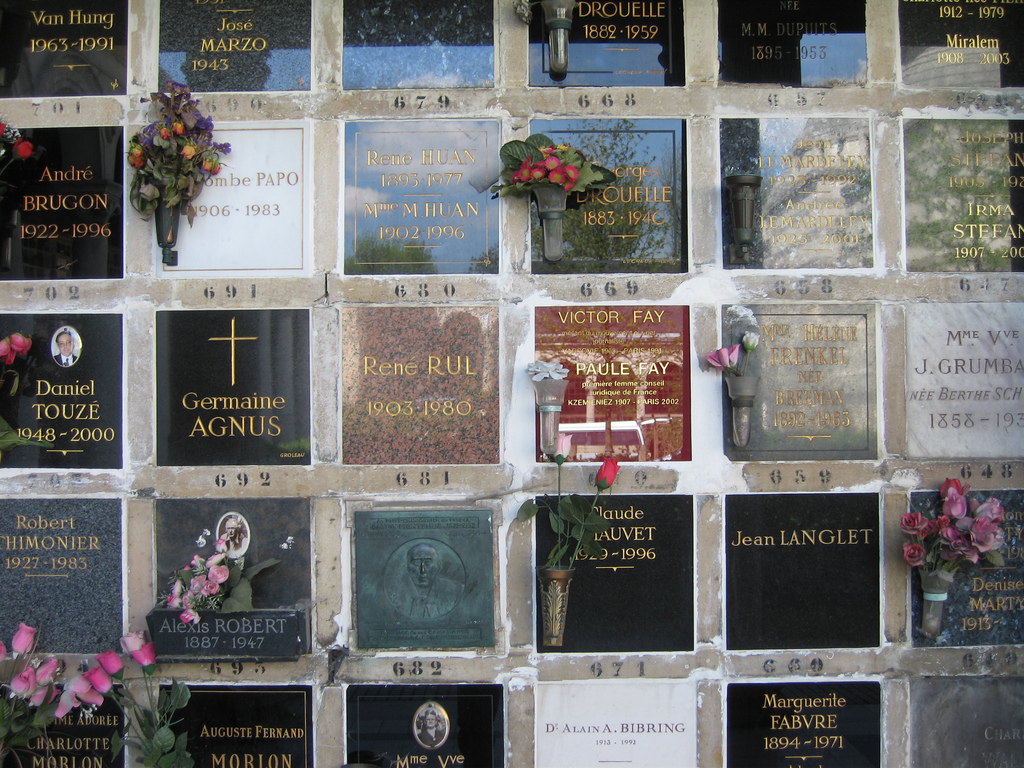
Колумбарий парижского кладбища Пер-Лашез
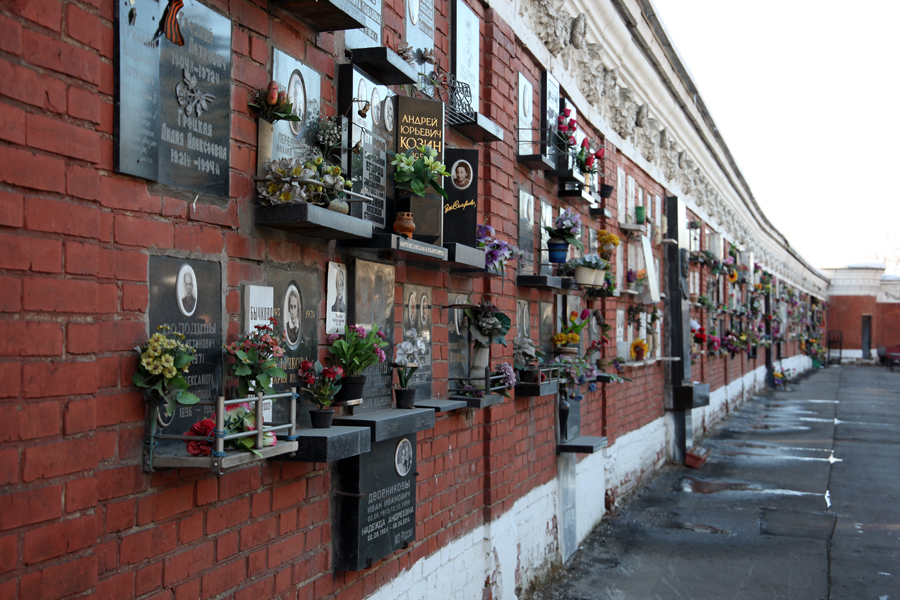
Колумбарий Новодевичьего кладбища в Москве